# Taubenturm (Grassac)

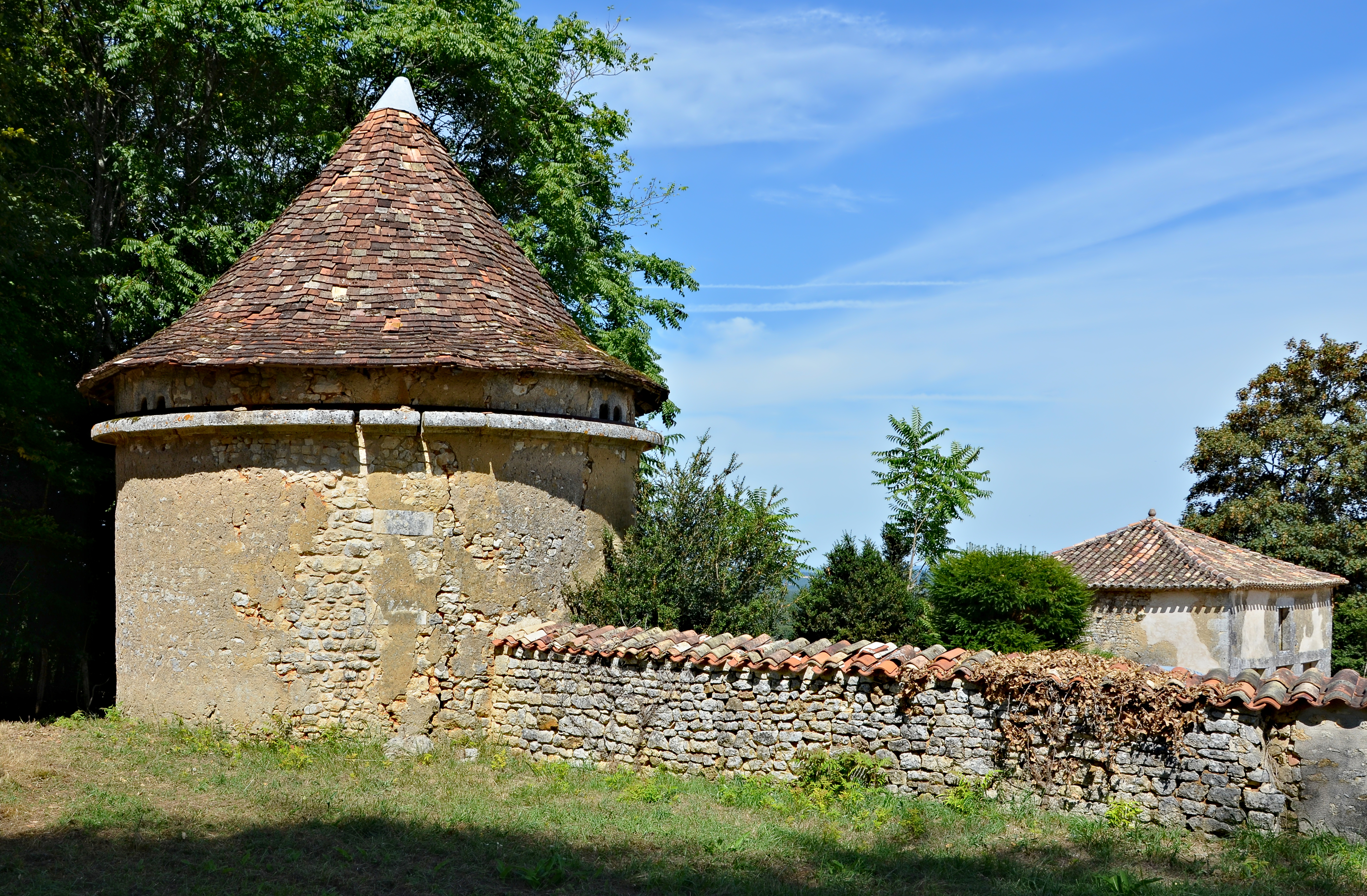
Taubenturm in Grassac

Der Taubenturm (französisch colombier oder pigeonnier) des Château de la Bréchinie in Grassac, einer französischen Gemeinde im Département Charente in der Region Nouvelle-Aquitaine, wurde im 16. Jahrhundert errichtet. Der Taubenturm steht als Teil des Schlosses seit 1993 als Monument historique auf der Liste der Baudenkmäler in Frankreich.
Der runde Taubenturm aus Bruchsteinmauerwerk ist ein Eckturm der umfriedeten Schlossanlage.